# TerrorMolins
El Festival de Cine de Terror de Molins de Rei o TerrorMolins es un festival de cine especializado en producciones de terror, que se celebra anualmente en la localidad de Molins de Rey, Cataluña, España. Se inicia en 1973 con el nombre de Setze hores de cine de terror. Este maratón de cine que, desde 1978 se conoce como Dotze hores de Cine de Terror, fue el primer maratón de la península ibérica dedicado al cine de género de terror.

## Antecedentes

### Maratón de cine de terror (1973-1977)
El Festival se gesta en 1973, con la propuesta de la primera maratón de cine de terror de Cataluña, organizado por el cineclub local. En los años 70 se estaba relanzando el género de terror en general, con títulos que acabarían siendo clásicos, como por ejemplo El Exorcista de William Friedkin. Inicialmente, consistía en un maratón de cine de terror de dieciséis horas ininterrumpidas. Se celebraba a principios de julio, entre las 21:00 horas del sábado y las 13:00 horas del domingo, con dos intermedios a lo largo de la sesión. En 1974, se aprovecha el éxito del año anterior para volver a celebrar las Setze hores de cinema de terror, con la colaboración del Cine Club Molins de Rei y el Cine Joventut, hoy conocido como La Peni. Entre otras películas se proyectaron Psicosis de Alfred Hitchcock y Pánico en el Transiberiano de Eugenio Martin, entre muchas más.

### Doce horas de terror (1978-1993)
En la edición de 1978, la maratón de terror nacida en 1973 pasa de dieciséis a doce horas y se consolida el nombre de Dotze hores de Cine de Terror de Molins de Rei, durante las cuales se proyectaron diez títulos, todos ellos más recientes que en anteriores ediciones. El éxito de los últimos años, una intensa difusión del Festival y el hecho que no existiera ningún otro maratón des estas características aparte del Festival de Cine de Sitges, hizo posible que se llenase la sala hasta la bandera y que unas trescientas personas más se quedasen en la entrada. Años más tarde, el formato de maratón se reduce para pasar a ofrecer siete películas, una de las cuales sería sorpresa
En la edición de 1979 se repite el formato, pero entre película y película se introducen una serie de happenings de carácter terrorífico. Entre la primera y la segunda película aparecieron dos músicos en directo (un sintetizador y un órgano) así como diversos personajes y montajes siniestros. La proyección de La Matanza de Texas de Tobe Hooper sirvió de leitmotiv de algunas de las ambientaciones. Al finalizar la película, dos encapuchados aterrorizaron al público encendiendo une sierras mecánicas en la sala. Una intervención policial llevó a la comisaría a uno de los actores y a parte de la organización para confirmar que las motosierras tenían la cadena desarmada (cabe recordar que el público también desconocía dicho detalle). La inclusión de la performance perseguía ir más allá de la pantalla y llevar el terror a la platea. El exorcista de William Friedkin cerraría la sexta edición de las Dotze hores de terror. Al mismo tiempo, en una sala contigua, se proyectó una selección de filmes antológicos.
En la edición de 1981 acudieron más de cuatrocientos espectadores para ver una ambientación de terror y una cartelera especial a lo largo de trece horas y media  en dos salas simultáneamente: el Teatre de la Joventut (La Peni) y el Cine Versalles Palace. El maratón de aquel año empieza con Nosferatu de Werner Herzog y termina con Alien El 8º pasajero de Ridley Scott, además de contar con ambientaciones al final de cada proyección y con una conferencia a las tres de la madrugada. Se proyectaron también las siguientes películas: Las colinas tienen ojos de Wes Craven, La invasión de los ultracuerpos de Philip Kaufman y La Furia de Brian de Palma, entre otras. Con la recaudación se pretendía cubrir el déficit de que sufría el Cine Club. En 1981 se promociona el Festival de Cine de Terror de Molins de Rei en cartelería, prensa y radio. Para la ocasión, la ambientación del cine Joventut fue a cargo del grupo Hera y la principal novedad fue la celebración de un sorteo de un viaje a Transilvania, país de Dràcula. Se contó también con la proyección de filmes como La niebla de John Carpenter, Drácula de John Badham y La parada de los monstruos de Tod Browning. 
En 1982, las Dotze hores de cinema de terror de Molins de Rei mantiene el modelo de dos proyecciones simultáneas, en esta ocasión en las salas del Teatre Joventut (La Peni) y el Teatre de El Foment. Más de mil personas asistieron a las proyecciones de La noche de Halloween de John Carpenter, La casa de los horrores de Tobe Hopper, Scanners de David Cronenberg, Viernes 13 de Sean S. Cunningham y El resplandor de Stanley Kubrick. Las Dotze hores de cinema de terror mantendría el éxito de convocatoria de la décima edición y sirvió de modelo para que otras localidades organizasen actos similares, como por ejemplo las Dotze hores de cine de terror de Balaguer. Continuó proyectándose en dos locales simultáneamente, y se mantuvo la ambientación de terror y la proyección de siete películas entre las cuales destacan Poltergeist de Tobe Hooper y Un hombre lobo americano en Londres de John Landis. 
La edición de 1983 se abriría con una ceremonia fúnebre para enterrar los restos cinematográficos de Lon Chaney, primer creador del personaje del hombre lobo en la pantalla. En esta ocasión la polémica estalló por haberse anunciado con una esquela alegórica, el uso del servicio municipal de pompas fúnebres, féretro, corona, un actor haciendo de clérigo, desfile de luto y vehículos de la guardia municipal cerrando la comitiva por las calles del centro de Molins.
En 1984, Antoni d’Ocon, bajo la firma de DerkoFilms, registró el nombre de las Dotze Hores de Cinema de Terror, adquiriendo los derechos del maratón cinematográfico. Dicha edición fue la única que se organizó bajo la batuta de Antoni D'Ocon, quien alquiló la sala y efectuó la explotación económica de la edición. Entre las diez de la noche y las diez de la mañana se proyectaron películas como Posesión infernal de Sam Raimi, Al final de la escalera de Peter Medak  y Creepshow de George A. Romero. El Cine Club Molins continuaría organizando las Dotze hores de cinema de terror hasta 1990. El programa de 1986 consistió principalmente en diversos éxitos recientes como Re-Animator de Stuart Gordon y Pesadilla en Elm Street de Wes Craven entre d'altres.

### Dificultades y reinicio: 1990-2000
No consta que en los años 1991 y 1992 se hubiesen celebrado las Dotze hores de cinema de Terror. Y no es hasta enero de 1993 que un grupo de jóvenes cinéfilos de Molins vuelven a registrar la entidad del Cine Club de Molins de Rei para poder organizar sesiones mensuales y recuperar de nuevo las Dotze hores de cinema de terror. La edición de ese año contó con filmes como Dràcula de Bram Stoker, Acción Mutante de Alex de la Iglesia, Reservoir Dogs de Quentin Tarantino y Eduardo Manostijeras de Tim Burton. Las dificultades económicas provocaron que fuera la única edición de esta reanudación del certamen.
En 1994, el antiguo Cine Club Molins de Rei reemprende su actividad con una exposición conmemorativa y sesiones de cineclub (presentación, proyección y coloquio cinematográfico). A pesar de que la junta directiva estudiaba recuperar las Dotze hores de cinema de Terror, éstas no se pudieron celebrar entre los años 1993 y 2001. En 1995 cerraba también el Cinema Versalles Palace, una de las sedes que había alojado el maratón de cine. 
En 2001, un grupo de cinéfilos decide reactivar el maratón de las Dotze hores de Cine de Terror de Molins de Rei y, posteriormente, el Cine-club. Es en esta edición que empieza a cambiar el formato, incluyendo proyecciones fuera del maratón. Siete días antes del maratón se proyecta la película recientemente estrenada Faust 5.0 de La Fura dels Baus y se añade la Mostra de cortometrajes en la que se pudieron ver los trabajos Alícia y Días sin luz de Jaume Balagueró, y dos cortometrajes acerca del personaje Evilio de Santiago Segura. 
El maratón se mantuvo con la proyección de siete películas y actuaciones en directo, como la representación de un accidente imprevisto, ambulancia incluida, y el lanzamiento de ratones vivos entre el público. Las películas proyectadas más destacadas fueron The Ring-Two de Hideo Nakata, Mal gusto de Peter Jackson, Funny games de Michael Haneke, como filme sorpresa, y Los sin nombre de Jaume Balagueró. Esta última contó con la presentación a cargo de un de sus actores, Karra Elejalde.

## Festival de Cine de Terror de Molins de Rei
En 2003 las Doce horas de Cine de Terror de Molins de Rei se convierten en el Festival de Cine de Terror de Molins de Rei . Ya en las últimas ediciones precedentes, las actividades habían empezado a extenderse más allá del maratón y la performance inaugurales. Aquel año se consolida el Concurs de curtmetratges de terror i gore. En esta ocasión, el actor Luís Posada presentó los mejores cortos. Una exposición conmemoraba los últimos treinta años del Festival, con carteles y programas de mano de todas las ediciones. En 2004, se añadió a la programación el primer Concurs d’art efímer y el primer Concurs de relats curts de terror. Además, el Festival rinde homenaje al director Jesús Franco , que a la vez presidiría el Jurado del tercer Concurso de Cortos de Terror y Gore . El director recibió un homenaje en reconocimiento a su extensa y olvidada carrera. En 2005 se certifica la repercusión incluso internacional del cuarto Concurso de Cortos de Terror y Gore , con la llegada de ciento diez cortometrajes para poder ser valorados en la competición. En esta edición se abandona el concurso literario, que no se recuperará hasta 2008 como Concurso de microrrelatas de terror y gore en 2008. Por problemas de última hora, tres de los miembros del jurado no pudieron asistir a aquella convocatoria.
En 2006 La Vanguardia publica el «Ranking de Festivales de cine» según José Pablo Jofre, donde el Festival de Cine de Terror de Molins de Rei constaba como tercero, detrás del Zoom Igualada y Festival internacional de cine negro de Manresa. A partir de entonces el festival de Molins continúa renovándose con la ampliación del Concurso de Cortos de Terror, que pasa de uno a dos días. En esta edición se inicia la colaboración con la Biblioteca pública de Molins de Rei en diversas actividades. Se proyectó El cuervo de Roger Corman y se celebró una sesión de narración de cuentos de terror a cargo de Ferran Martín, para la noche de difuntos en la Sala Gótica. El eje temático del festival fue la evolución del cine de género de terror en las últimas tres décadas. En el siguiente año, 2007, el hilo conductor fue la técnica en los efectos especiales de maquillaje. Para eso se cuenta con la presencia de Montse Ribé, maestra de la modalidad de maquillaje en films como Frágiles de Jaume Balagueró y en El laberinto del fauno de Guillermo del Toro. La recuperación del concurso literario en formato de microrrelatos cuenta con la colaboración de la biblioteca pública “Pere Vila”, hoy rebautizada como Biblioteca El Molí. La Peni, la sala donde se proyectaba la maratón, se vistió de hospital de campaña, para contener un posible virus supuestamente se extendía por la población. En 2008 se repitió el formato con la novedad de que la exposición DDT-Ficcions Originals de los oscarizados Montse Ribé y David Martí Surroca, en la Sala de Ca n'Ametller .
En 2009 se instaura el concurso de carteles del Festival de Cine de Terror de Molins de Rei, con el consiguiente aumento de su calidad artística. En esta edición el leitmotiv temático tanto del cartel como del Festival fue la presencia de niños y niñas en el cine de terror. También se ofreció el concierto de la banda de metal punk First Jason, grupo del actor y músico Ari Lehman, el primer intérprete en encargar a Jason Voorhees en la saga Viernes 13 de Sean S. Cunningham. Ari Lehman fue además miembro del jurado del octavo Concurso de Cortos de Terror y Gore. Se contó también con la presencia sorpresa del director Jaume Balagueró.
A partir de 2010, el Festival crece en días y contenidos. Actualmente tiene más de diez días de duración y se proyectan más de un centenar de largometrajes y cortometrajes. Organiza también actividades paralelas de industria como las Jornadas Profesionales y actividades lúdicas como Molins Horror Games. Desde 2014, el certamen otorga el premio Méliès de Plata al mejor cortometraje del MIFF.
En 2020 la edición se hizo digital debido a la pandemia por coronavirus de 2020 en Cataluña. La sede principal de contenidos fue Filmin. Las proyecciones de cortometrajes se hicieron a una página propia del Festival dentro de la plataforma VimeoOTT. También hubo contenidos en la plataforma principal de Vimeo: TerrorKids, Sesión Institutos y el canal Noviembre Fantasma, este último hecho en colaboración con La Semana de Cine Fantástico de Donostia y Fancine - Festival de cine fantástico de Málaga. En la misma edición virtual se incluirían contenidos en YouTube (entre otros la Primera Maratón de 12 horas virtual, retransmitida en directo). Por su parte, las Jornadas Profesionales se llevaron a cabo íntegramente a través de la Plataforma Zoom.

## Actividades
El festival define sus actividades como una reivindicación de la cultura como herramienta de transformación social y, en particular, del género de terror como elemento cultural. Actualmente organiza las clásicas Dotze hores de cinema de terror, diferentes secciones de largometrajes y cortometrajes, unas Jornadas Profesionales de encuentro entre cineastas emergentes y empresas del sector, un Concurso de Microrrelatos de Terror, un espacio de juegos de mesa llamado Molins Horror Games, un concurso popular de video llamado 20 Segundos de Terror, una sección de cortometrajes llamada Terror Kids y recientemente una sección para adolescentes y jóvenes llamada Terror Jove. También coordina publicaciones de ensayo cinematográfico y colabora con entidades comerciales y culturales de su área de influencia para coorganizar actividades como un scape room en vivo i actividades gastronómicas.

## Coordinación con otros festivales
En 2005 se creó la Coordinadora de Festivales y Muestras de Cine y Vídeo de Cataluña, agrupando todos los festivales y muestras de cine de Cataluña con el objetivo de crear herramientas de comunicación, financiación y organización. En 2010, TerrorMolins fundó la asociación Terror Arreu de Catalunya con los festivales Cardoterror (Cardedeu), Cryptshow (Badalona), FesTerror (Lloret de Mar) y Horrorvisión (Barcelona). En 2014, el festival se incorpora a la Federación Europea de Festivales de Cine Fantástico, ahora llamada Méliès International Festivals Federation (MIFF), una federació de festivals dedicada al fomento de la producción, distribución y posicionamiento del cine fantástico. Con motivo de esta incorporación, el Festival otorga el premio Méliès de Plata al mejor cortometraje fantástico y una nominación al Méliès de Oro al mejor cortometraje fantástico europeo. En 2016 el Festival inició una colaboración con la Asociación Premios de Cine Blogos de Oro, una colaboración que implicaba que medios online relacionados con el cine y las series formarían parte de un Jurado para entregar un Premio de la Crítica de Oro de la Sección Oficial de Largometrajes y un Premio a la Sección Oficial de Cortometrajes.